# Vombsjön
Vombsjön eller Vombsøen er en sø i Skåne i Sverige 20 kilometer øst for Lund. Søen har et areal på 12 km² og ligger 20 meter over havet. Den største dybde er 16 meter. Afvandingsområdet er omkring 447 km². Vombsjön har siden 1948 fungeret som drikkevandsreserve for Malmö.
Der drives erhvervsfiskeri i søen, men lystfiskere kan både løse fiskekort og leje båd.
Vombsjöns hovedtilløb er Björkaån fra øst, og Borstbäcken fra nord. 
Søens afløb er Kävlingeån og har siden 1936 været reguleret. Middelvanføringen er är cirka 0,5 m³/s om sommaren og 9 m³/s om vintern. 
Nær søens østside ligger Övedskloster slot. Den vestlige ende af søen ligger op til naturreservatet Klingavälsån. 
55°40′51″N 13°35′19″Ø / 55.68083°N 13.58861°Ø